# Hạc mỏ vàng

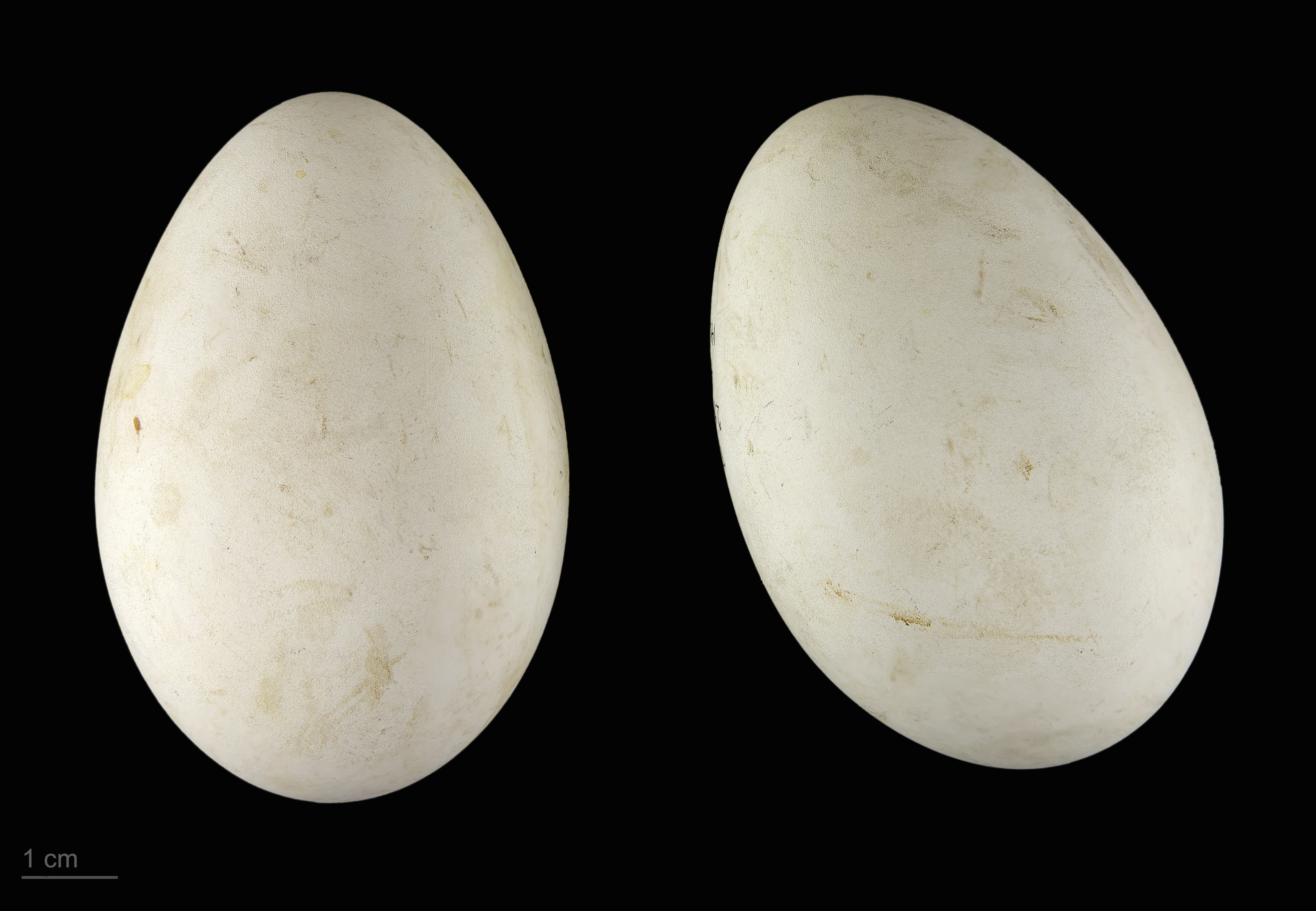
Trứng của Mycteria ibis

Hạc mỏ vàng (danh pháp hai phần: Mycteria ibis) là một loài chim trong họ Ciconiidae.